# Eric Ndiema
Eric Ndiema (* 28. Dezember 1992) ist ein kenianischer Langstreckenläufer, der sich auf Straßenläufe spezialisiert hat.
2010 wurde er Vierter beim CPC Loop Den Haag, Zweiter beim Stadsloop Appingedam und Elfter beim Delhi-Halbmarathon. Im Jahr darauf wurde er Dritter beim Paris-Halbmarathon, Zweiter bei der Stramilano und Dritter beim Amsterdam-Marathon.
2012 wurde er nach einem siebten Platz bei Roma – Ostia jeweils Vierter beim Paris-Marathon und beim Udine-Halbmarathon sowie Dritter beim Eindhoven-Marathon. 2013 wurde er Achter bei Roma – Ostia, Dritter beim Paris-Marathon und belegte beim Frankfurt-Marathon den 13. Platz.
Im darauffolgenden Jahr wurde er Zweiter beim Hamburg-Marathon und gewann den Turin Half Marathon. Einem sechsten Platz beim Marathon der Commonwealth Games 2014 in Glasgow folgte ein Sieg beim Triest-Halbmarathon.
2015 wurde er Sechster beim Biwa-See-Marathon.

## Persönliche Bestzeiten
- 10-km-Straßenlauf: 27:56 min,	26. Juni 2010, Appingedam
- Halbmarathon: 59:57 min, 14. März 2010, Den Haag
- Marathon: 2:06:07 h, 16. Oktober 2011, Amsterdam